# 漆生駅
漆生駅（うるしおえき）は、かつて福岡県嘉穂郡稲築町（現在の嘉麻市）漆生に設置されていた、日本国有鉄道（国鉄）漆生線の駅である。
長らく漆生線の終着駅だったが、油須原線構想により1966年（昭和41年）に下山田駅（施設上は嘉穂信号場）まで延長され、途中駅となった。しかしながらほとんどの列車が当駅止まりで、下山田方面への列車は開通から3年後でも4往復、営業末期は3往復ととても少なかった。
漆生線の廃止に伴い、1986年（昭和61年）4月1日に廃駅となった。

## 歴史
- 1913年（大正2年）8月20日：開業[1]。当時は貨物のみの取り扱い[1][4]。
- 1920年（大正9年）5月10日：旅客扱いを開始する[1][4]。
- 1923年（大正12年）5月21日：当駅から（貨）稲築駅までの貨物支線が開通[1][4]。
- 1966年（昭和41年）3月10日：当駅 - 嘉穂信号場（ - 下山田駅）間が開通。
- 1968年（昭和43年）11月1日：当駅 -（貨）稲築間の貨物線を廃止[1][4]。
- 1974年（昭和49年）3月5日：業務委託駅となる[5][6]。
- 1986年（昭和61年）4月1日：漆生線の全線廃止に伴い、廃駅となる[1][4]。

## 駅構造
島式ホーム1面2線と側線を有する地上駅であり、木造駅舎を有していた。委託駅であり、駅舎とホームの間は通路と構内踏切で連絡していた。なお、当駅に併設していた側線は石炭輸送の廃止後は放置状態がそのまま続いていた。

## 駅周辺
- 旧三井鉱山漆生炭鉱
- 国道211号

## 隣の駅
日本国有鉄道
漆生線
鴨生駅 - 漆生駅 - 才田駅
漆生線貨物支線（1968年廃止）
漆生駅 - （貨）稲築駅